# NGC 7248
NGC 7248 (другие обозначения — PGC 68485, UGC 11972, MCG 7-45-22, ZWG 530.19) — линзообразная галактика (S0) в созвездии Ящерица.
Этот объект входит в число перечисленных в оригинальной редакции «Нового общего каталога».